# Ryszard Miller
Ryszard Miller (ur. 19 maja 1945 we Lwowie, zm. 21 kwietnia 2017) – polski inżynier mechanik. Absolwent Politechniki Wrocławskiej. Od 1969 roku był związany z Wydziałem Mechaniczno-Energetycznym Politechniki Wrocławskiej. Od 2011 profesor na Wydziale Mechaniczno-Energetycznym Politechniki Wrocławskiej. Odznaczony Złotą Odznaką Politechniki Wrocławskiej, Złotym Krzyżem Zasługi, Medalem Komisji Edukacji Narodowej. Kolekcjoner monet i ceniony ekspert numizmatyczny.